# Ката (карате)
Ката (яп. 型 або 形 — «форма», «шаблон», «модель») — один із базових компонентів карате, що являє собою послідовність стандартизованих технічних дій, що імітують бій з одним або кількома супротивниками. Ката є не лише тренуванням фізичних рухів, а й способом збереження та передачі бойових знань від покоління до покоління.

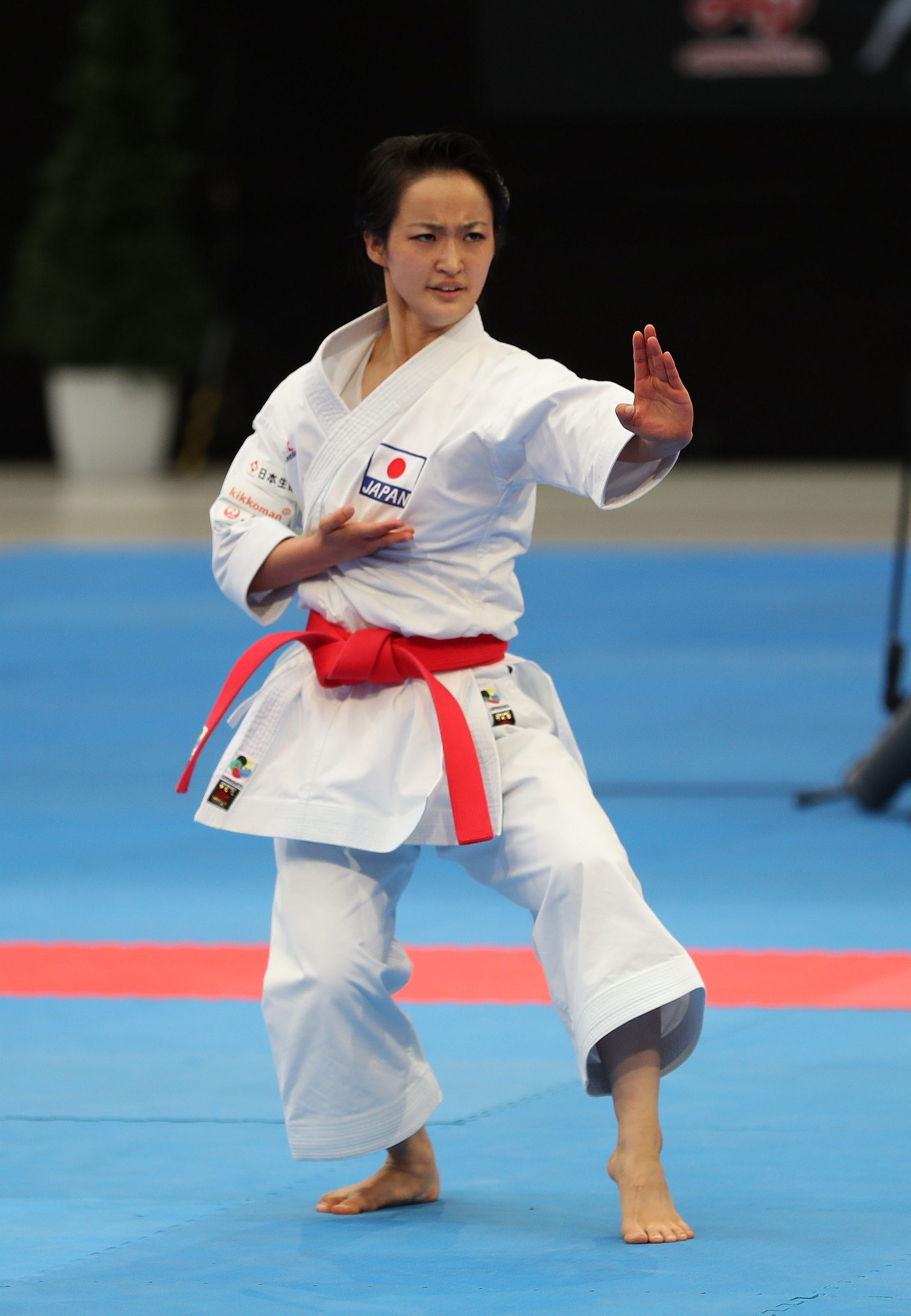

## Історія
Ката виникли в окінавському карате як метод систематизації бойових прийомів. Через заборону на носіння зброї на Окінаві, ката стали основним засобом навчання самооборони. Згодом вони були запозичені різними стилями японського карате — Шотокан, Ґодзю-рю, Шіто-рю, Вадо-рю тощо.

## Структура ката
Кожна ката має:
- **Назву**, зазвичай японською мовою, яка може відображати кількість рухів, філософську ідею або ім’я засновника.
- **Ембусен** (яп. 演武線) — схема переміщення, яку проходить виконавець.
- **Кії** — вигуки, що супроводжують ключові удари.
- **Техніки** — удари, блоки, стійки, переміщення.

Виконання ката потребує дотримання точності рухів, дихання, ритму та внутрішнього стану (зосередження, духу).

## Тренування
У тренувальному процесі ката служить для:
- удосконалення техніки;
- формування бойової дистанції та ритму;
- розуміння принципів оборони й атаки;
- виховання концентрації, сили духу (кіай) і самодисципліни.

Вивчення ката супроводжується її аналізом — **бункай** (розбір прикладного значення кожного руху).

## Змагання
У спортивному карате змагання з ката оцінюються за критеріями:
- технічна точність;
- ритм і темп;
- баланс і координація;
- енергія, фокус (кімай) та бойовий дух.

Існують індивідуальні та командні змагання з синхронного виконання ката (у тріо), з подальшим демонструванням бункай.

## Відомі ката
У різних стилях карате — свій набір ката. Наприклад:
- У Шотокан — Хейан, Басай Дай, Канку Дай, Емпі.
- У Ґодзю-рю — Сейсан, Сансейру, Супарінпей.
- У Шіто-рю — Матсумура но Пассай, Наіфанчі, Сейпай.